# Йоел Дроммел
Йоел Дроммел (нід. Joël Drommel, нар. 16 листопада 1996, Буссум, Нідерланди) — нідерландський футболіст, воротар клубу ПСВ.

## Ігрова кар'єра

### Клубна
Йоел Дроммел починав грати у футбол на позиції півзахисника. Пізніше він перейшов у ворота. З 2014 року футболіст грав у молодіжній команді «Твенте», а також за «Йонг Твенте» Еерстедивізі. Першу гру на дорослому рівні воротар провів у вересні 2015 року у матчі Ередивізі проти столичного «Аякса». Проовів в команді сім сезонів постійно граючи в основі.
У березні 2021 року Дроммель поновив контракт із «Твенте» ще на один рік але вже влітку перейшов до стану ПСВ, підписавши з ним контракт на п'ять років. З ПСВ Дроммель по два рази вигравав Кубок та Суперкубок Нідерландів.

### Збірна
Виступав за юнацькі та молодіжну збірну Нідерландів. У листопаді 2020 року отримав перший виклик до національної збірної Нідерландів.

## Титули
ПСВ
 Переможець Кубка Нідерландів (2): 2021/22, 2022/23
 Переможець Суперкубка Нідерландів: (3): 2021, 2022, 2023
 Чемпіон Нідерландів (2): 2023/24, 2024/25

## Особисте життя
Батько Йоела Піт-Ян Дроммел також грав у футбол у складі АЗ та «Телстар».